# World Monuments Fund
World Monuments Fund (WMF) è un'organizzazione non profit privata con sede a New York. Il suo fine è la preservazione di manufatti architettonici storici e di siti con rilevanza storico-culturale in tutto il mondo, attraverso il lavoro sul campo, la promozione, la concessione di borse di studio e fondi per l'educazione e l'addestramento di esperti in loco. Fondato nel 1965, in origine si chiamava International Fund for Monuments e al giorno d'oggi ha uffici e filiali in tutto il mondo, in particolare quattro in Europa.

## Le attività

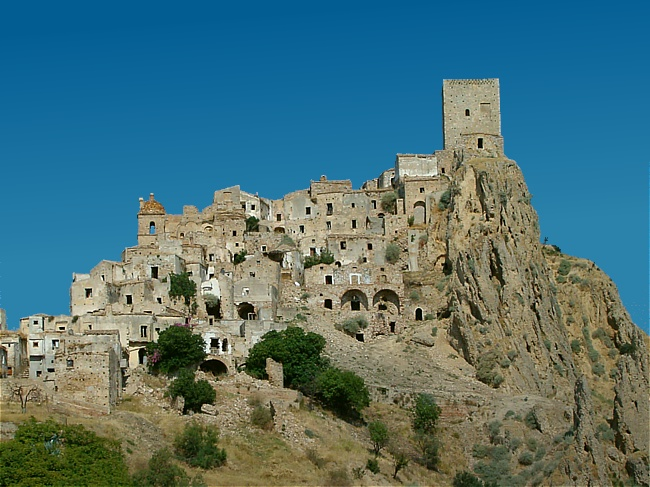
La città fantasma di Craco

Grazie a donazioni e a raccolte di fondi, WMF coopera con i governi e le comunità locali per salvaguardare e conservare siti di valore storico a beneficio delle future generazioni.
Più di 550 siti in 90 paesi di tutti i continenti, molti dei quali dichiarati Patrimonio dell'umanità dall'UNESCO, hanno ricevuto assistenza da WMF. Una lista parziale dei più noti comprende:
- vari templi di Angkor in Cambogia: Angkor Wat, Phnom Bakheng e Preah Khan in primis;
- il Castello di Chantilly in Francia;
- la città fantasma di Craco, in Basilicata;
- diversi edifici storici a Roma: il Tempio di Ercole Vincitore, la Chiesa di Santa Maria Antiqua e la Casa di Augusto;
- siti nell'Isola di Pasqua;
- l'egiziana Luxor e Lalibela in Etiopia;
- la missione dei Gesuiti di San Ignacio Minì in Argentina;
- l'antica città maya di Naranjo in Guatemala;
- l'acquedotto romano di Segovia in Spagna;

come pure 25 progetti di conservazione a Venezia in 20 anni. Il World Monuments Fund ha anche destinato risorse alla preservazione di diversi siti di importanza storica negli Stati Uniti: Ellis Island, edifici di New Orleans, il Parco nazionale di Mesa Verde e la Mount Lebanon Shaker Society nello stato di New York.

## World Monuments Watch
A partire dal 1996, il WMF pubblica con cadenza biennale la nota World Monuments Watch List of Endangered Sites (lista dei 100 siti storico-archeologici di rilevanza mondiale più a rischio). La lista serve a portare all'attenzione pubblica internazionale siti storico-archeologici di tutto il mondo minacciati da stato di abbandono, vandalismi, conflitti armati, sviluppo incontrollato, disastri naturali e cambiamento climatico. In tal modo WMF promuove le attività di conservazione presso la comunità internazionale e attira risorse tecnico-finanziarie per il loro aiuto.
I siti vengono proposti da organizzazioni governative e non, gruppi locali e professionisti. Vengono presi in considerazione siti con valenza culturale di tutti i tipi e i periodi storici (anche contemporanei): da quelli archeologici alle costruzioni, religiose e non, per finire con paesaggi particolari, anche urbani. Una giuria indipendente di esperti internazionali esamina le proposte e stila la lista.